# Prosinac
Prosinac (lat. december) dvanaesti je i zadnji mjesec godine po gregorijanskom kalendaru. Ima 31 dan.

## Etimologija riječi
Više je prijedloga za određivanje etimologije naziva „prosinac”. Jedan je kršćanskoga izvorišta i upućuje na to da je riječ o mjesecu u kojem se više „prosi”, to jest moli, što bi bilo povezano s adventskim običajima. Drugi prijedlog polazi od toga da je u tom mjesecu zimski suncostaj, pa bi to bio mjesec u kojem sunce „prosine”. Sličan naziv za ovaj mjesec postoji i u češkom jeziku (prosinec), a u slovenskom jeziku tradicionalni naziv prosinec označava siječanj. Stariji hrvatski nazivi koji su bili u uporabi u pojedinim krajevima bili su: velikobožičnjak (prema Božiću), gruden, dvanajstnik.
Latinsko ime ovog mjeseca, december, dolazi od riječi decem, a označava deseti mjesec Rimskog kalendara.

## Vanjske poveznice

### Sestrinski projekti
|  | Zajednički poslužitelj ima stranicu o temi Prikazi mjeseca    |
|  | Zajednički poslužitelj ima još gradiva o temi Prikazi mjeseca |
|  | Wječnik ima rječničku natuknicu prosinac                      |